# Каршан
Каршан (в верховье Большой Каршан) — река в Томской области России. Устье реки находится в 68 км по левому берегу реки Шуделька. Длина реки составляет 88 км, площадь водосборного бассейна 802 км². Высота устья — 61 м над уровнем моря.

## Притоки
- В 22 км от устья, по правому берегу реки впадает река Горбунова.
- В 38 км от устья, по левому берегу реки впадает река Ельцовка.
- В 71 км от устья, по правому берегу реки впадает река Малый Каршан.

## Данные водного реестра
По данным государственного водного реестра России относится к Верхнеобскому бассейновому округу, водохозяйственный участок реки — Обь от впадения реки Чулым до впадения реки Кеть, речной подбассейн реки — Чулым. Речной бассейн реки — (Верхняя) Обь до впадения Иртыша.